# Волл (Південна Дакота)
Волл (англ. Wall), лак. Махошіча Аглала Отхувахє(Makȟóšiča Aglágla Otȟuŋwahe),— місто (англ. town) в США, в окрузі Пеннінґтон штату Південна Дакота. Населення — 699 осіб (2020).

## Географія
Волл розташований за координатами 43°59′30″ пн. ш. 102°14′33″ зх. д. / 43.99167° пн. ш. 102.24250° зх. д. (43.991535, -102.242599).  За даними Бюро перепису населення США в 2010 році місто мало площу 5,74 км², з яких 5,61 км² — суходіл та 0,12 км² — водойми.

## Демографія
Згідно з переписом 2010 року, у місті мешкало 766 осіб у 359 домогосподарствах у складі 212 родин. Густота населення становила 134 особи/км².  Було 436 помешкань (76/км²).
Расовий склад населення:
| - 88,9 % — білих - 7,0 % — корінних американців - 0,1 % — чорних або афроамериканців - 0,1 % — азіатів |

До двох чи більше рас належало 3,8 %. Частка іспаномовних становила 1,0 % від усіх жителів.
За віковим діапазоном населення розподілялося таким чином: 21,4 % — особи молодші 18 років, 59,0 % — особи у віці 18—64 років, 19,6 % — особи у віці 65 років та старші. Медіана віку мешканця становила 47,1 року. На 100 осіб жіночої статі у місті припадало 101,6 чоловіків;  на 100 жінок у віці від 18 років та старших — 101,3 чоловіків також старших 18 років.
Середній дохід на одне домашнє господарство  становив 55 985 доларів США (медіана — 45 000), а середній дохід на одну сім'ю — 67 762 долари (медіана — 53 929). Медіана доходів становила 46 250 доларів для чоловіків та 28 229 доларів для жінок. За межею бідності перебувало 8,6 % осіб, у тому числі 10,9 % дітей у віці до 18 років та 6,6 % осіб у віці 65 років та старших.
Цивільне працевлаштоване населення становило 369 осіб. Основні галузі зайнятості: мистецтво, розваги та відпочинок — 25,7 %, будівництво — 16,8 %, інформація — 12,2 %, освіта, охорона здоров'я та соціальна допомога — 12,2 %.